# Автошлях Т 0442
Автошля́х Т 0442 — автомобільний шлях територіального значення у Дніпропетровській області. Пролягає територією Широківського району, під'їзд до Інгульця від Р74. Загальна довжина — 3,4 км.

## Маршрут
Автошлях проходить через такі населені пункти:
| Автошлях Т 0442          |     |
| Дніпропетровська область |     |
| Широківський район       |     |
|                          | Р74 |
| Інгулець                 |     |